# Phytomyza artemisivora
Phytomyza artemisivora este o specie de muște din genul Phytomyza, familia Agromyzidae, descrisă de Spencer în anul 1971. Conform Catalogue of Life specia Phytomyza artemisivora nu are subspecii cunoscute.